# Список глав государств в 186 году
Список глав государств в 185 году — 186 год — Список глав государств в 187 году — Список глав государств по годам

## Африка
- Мероитское царство (Куш) — Аритениесбоке, царь (175 — 190)

## Азия
- Армения Великая:
  - Сохэмос, царь (144 — 161, 164 — 186)
  - Вагарш II, царь (186 — 198)
- Западные Кшатрапы —  Рудрасимха I, махакшатрап (175 — 188, 191 — 197)
- Иберия — Амазасп I, царь (185 — 189)
- Китай (Династия Восточная Хань) — Лин-ди (Лю Хун), император (168 — 189)
- Корея (Период Трех государств):
  - Когурё — Когукчхон, тхэван (179 — 197)
  - Пэкче — Чхого, король (166 — 214)
  - Силла — Порхю, исагым (184 — 196)
- Кушанское царство — Хувишка I, великий император (155 — 187)
- Осроена — Абгар IX Великий, царь (177 — 212)
- Паган — Пьюсоти, король[англ.] (167 — 242)
- Парфия — Вологез III, шах (147 — 191)
- Сатавахана — Шри Яджня Сатакарни, махараджа (178 — 207)
- Хунну — Цянцюй, шаньюй (179 — 188)
- Чера — Тагадур Эринда Перумшерал, царь (185 — 201)
- Япония — Сэйму, тэнно (император) (131 — 191)

## Европа
- Боспорское царство — Савромат II, царь (174 — 210)
- Ирландия — Арт Оэнфер, верховный король (165 — 195)
- Римская империя:
  - Коммод, римский император (177 — 192)
  - Коммод, консул (186)
  - Маний Ацилий Глабрион, консул (186)

## Галерея
- Хувишка I 
 155—187 
 Царь (Великий император) Кушанского царства
- Савромат II 
 174—210 
 Царь Боспорского царства
- Сэйму 
 131—191 
 Император Японии